# آپتراچالکوس
آپتراچالکوس (نام علمی: Apterachalcus) نام یک سرده از راسته مگس است.